# Grotticina della Madama

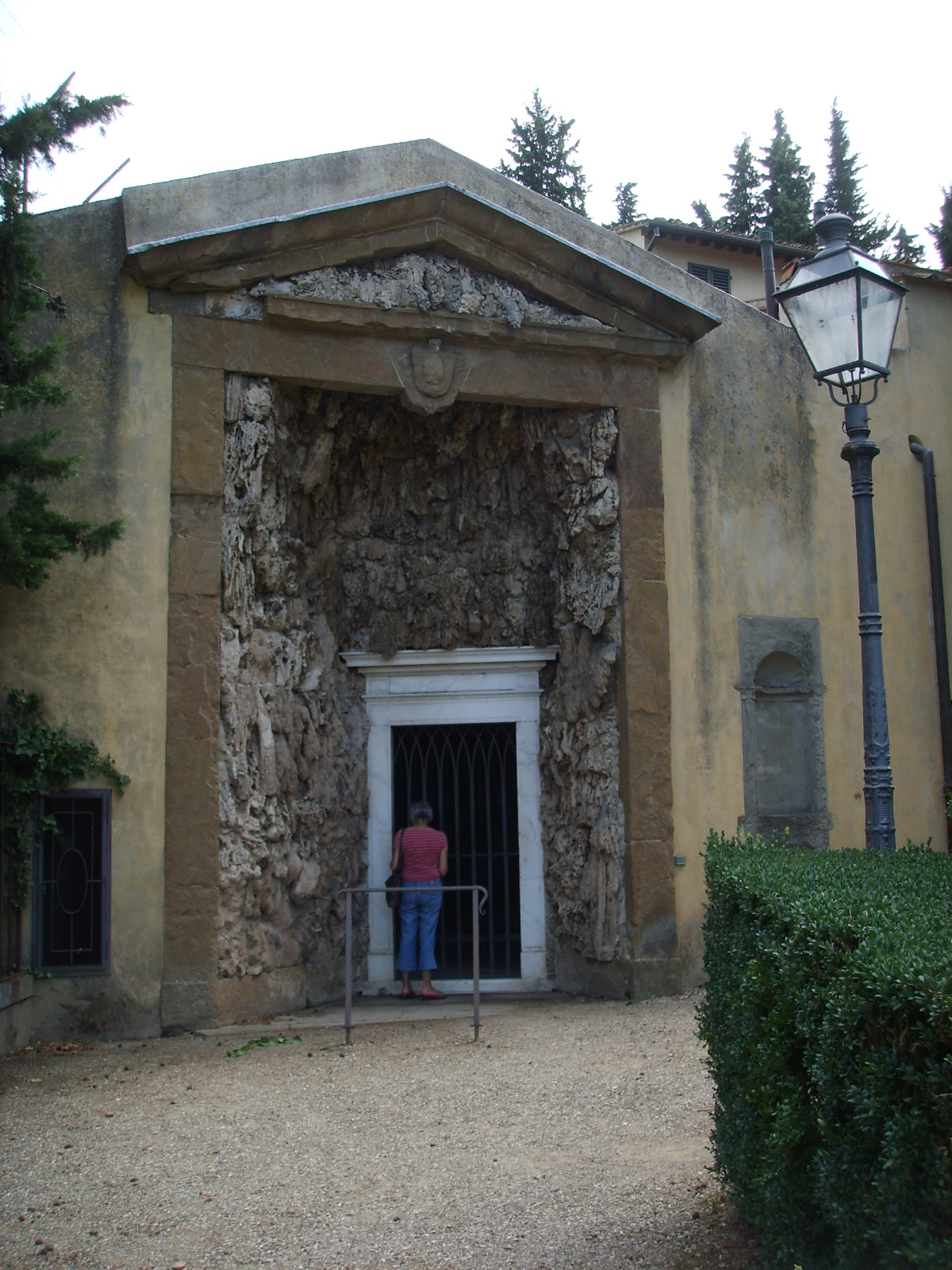
L'entrée de la Grotta della Madama

La Grotticina della Madama (ou en français « Grotte de Madame ») ou delle Capre (« des chèvres ») se situe dans le jardin de Boboli, près du Palais Pitti à Florence, en Toscane, région de l'Italie.
Elle a été commencée, initiée par Giorgio Vasari comme la Grande Grotte, par  Niccolò Tribolo avant 1550, puis continuée par Bartolomeo Ammanati en 1570, et achevée entre 1583 et 1593 par l'architecte de la cour de Toscane, Bernardo Buontalenti pour honorer Jeanne d'Autriche, femme de  François Ier de Médicis.
Elle s'inscrit, avec la plus connue Grotte de Buontalenti du même jardin, dans le goût grotesque de l'architecture du jardin à l'italienne, à l'extrémité du jardin de Madame.
Extérieurement elle présente une entrée encadrée d'un timpano (tympan) classique avec deux pilastres, et un intérieur dont la surface est couverte d'un semblant de roches tourmentées et spongieuses et de stalactites. Pour en accentuer l'effet, l'entrée de marbre est déportée de l'axe de l'intérieur qui comporte un bassin de marbre surmonté de quatre statues de chèvres qui projetaient de l'eau initialement. La chèvre était un symbole cher au cœur de Jeanne, Cosme Ier de Médicis la faisait souvent représenter par les artistes de cour comme symbole royal et viril du dux (dans la cour de Palais Pitti, dans le soubassement de la  statue équestre de Cosme Ier  de la Piazza della Signoria).
Le pavement de la grotte a été confié à Santi Buglioni.

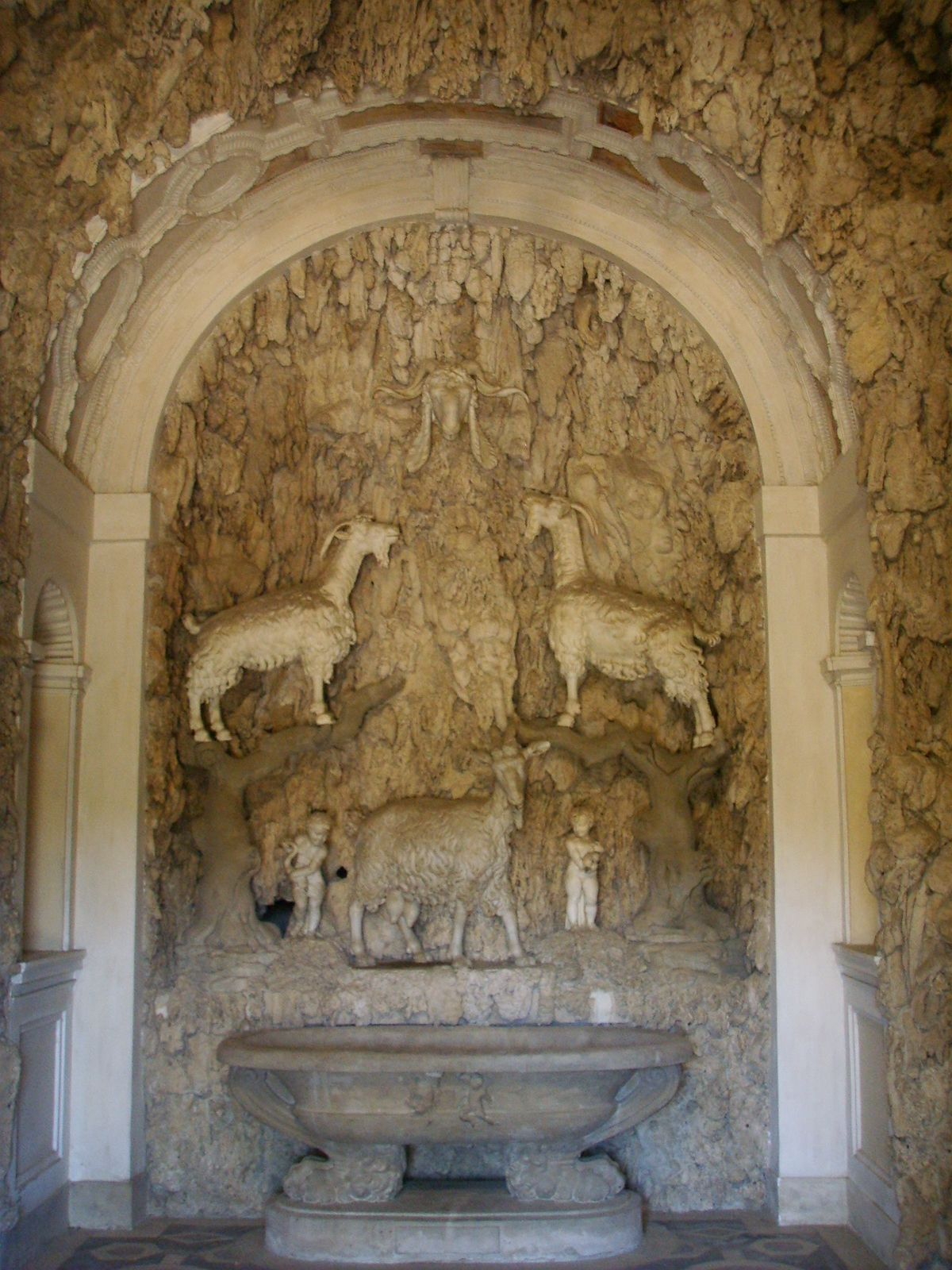
Intérieur
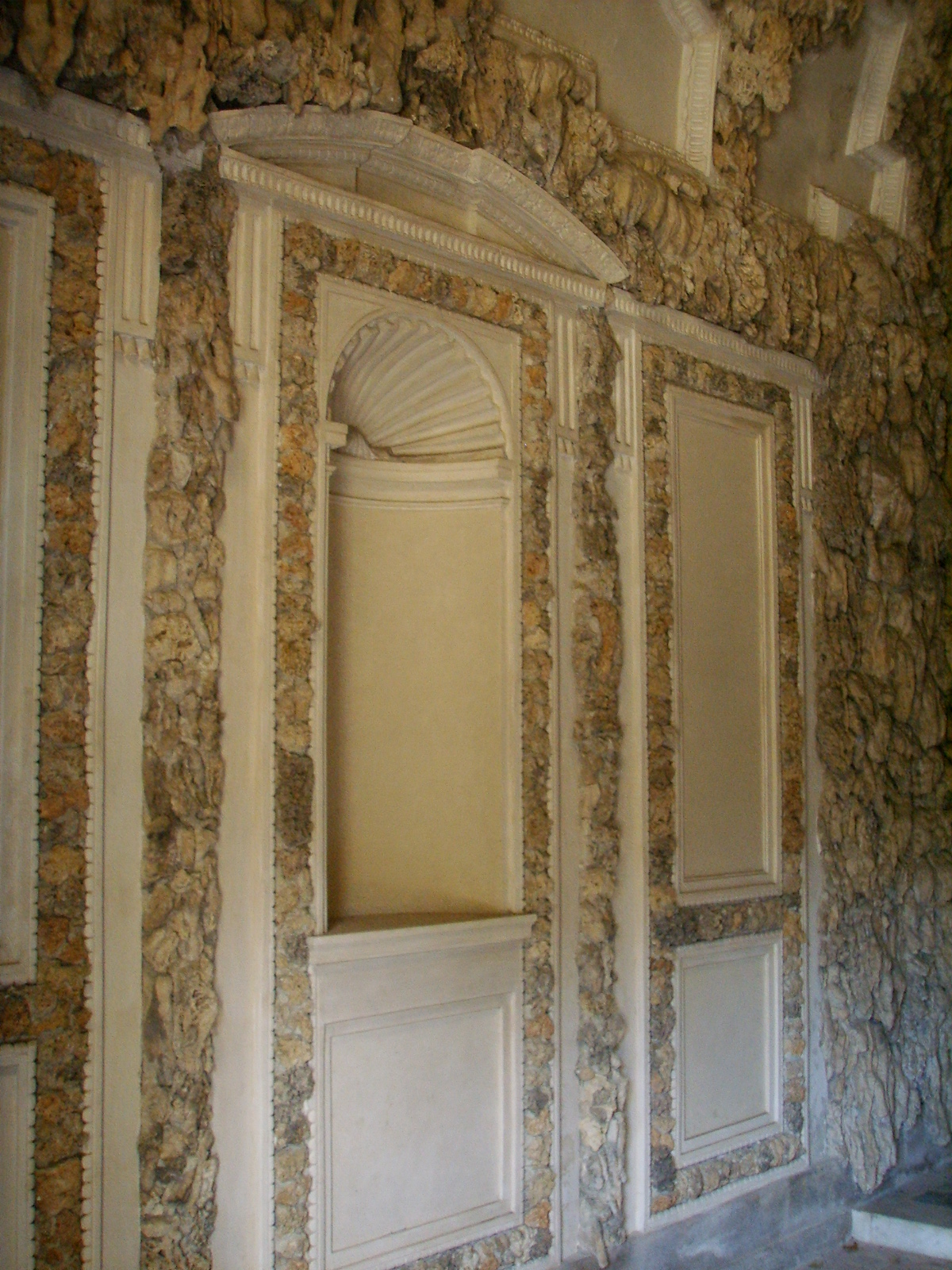
Niche
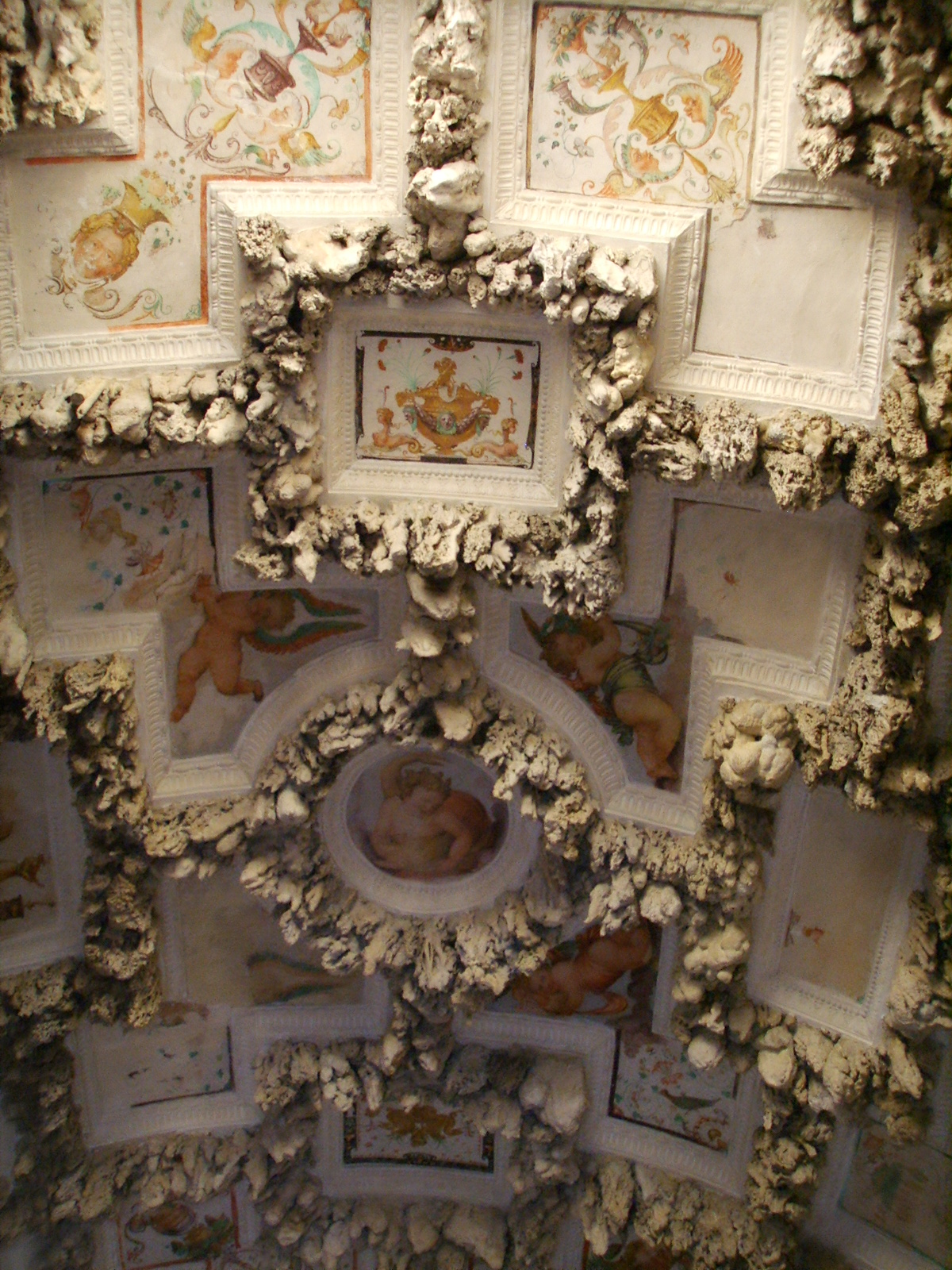
Plafond

## Sources
- (it) Cet article est partiellement ou en totalité issu de l’article de Wikipédia en italien intitulé « Grotticina della Madama » (voir la liste des auteurs).